# Андрієнко Сергій Володимирович
Сергі́й Володи́мирович Андріє́нко (нар. 22 листопада 1983, Марківка, Луганська обл. — пом. 10 серпня 2014, Юганівка, Луганська обл.) — старший сержант, Державна прикордонна служба України, учасник російсько-української війни.

## Життєпис
Народився 1983 року в смт Марківка (Луганська область). 2007 року закінчив Луганський національний аграрний університет — агроном-дослідник. З вересня 2008 року на військовій службі в Державній прикордонній службі; пройшов спеціальну підготовку в Хмельницькому.
У жовтні 2010 року одружився, 28 лютого 2012-го в родини народилася донька. Любив займатись ремонтом електронної техніки.
Технік групи автоматизованих систем управління, Луганського прикордонного загону.
Загинув 10 серпня під час обстрілу ТУ «Північ» «Градами» біля Юганівки. Тоді також загинули прапорщик Володимир Шило, старшина Давід Дзідзінашвілі, молодший сержант В'ячеслав Акутін.
Без Сергія лишились батьки, дружина Валентина, донька та сестри.
Похований в Марківці.

## Нагороди та вшанування
- 21 серпня 2014 року — за особисту мужність і героїзм, виявлені у захисті державного суверенітету та територіальної цілісності України, вірність військовій присязі під час російсько-української війни, відзначений — нагороджений орденом «За мужність» III ступеня (посмертно).
- його портрет розміщений на меморіалі «Стіна пам'яті загиблих за Україну» у Києві: секція 2, ряд 1, місце 36.
- вшановується 10 серпня на щоденному ранковому церемоніалі вшанування захисників України, які загинули за свободу, незалежність і територіальну цілісність нашої держави[1]